# アネシュカ・プシェミスロヴナ
アネシュカ・プシェミスロヴナ（チェコ語：Anežka Přemyslovna；ポーランド語：Agnieszka Przemyślidka、1305年 - 1337年）は、ボヘミア王兼ポーランド王ヴァーツラフ2世の末娘。母はその2番目の妻でポーランド王プシェミスウ2世の娘であるリクサ・エルジュビェタ。
なお、ヴァーツラフ2世が最初の妻グタとの間にもうけた長女（cs, 1289年 - 1296年）も同名のアネシュカであるが、本記事の人物の異母姉にあたるこの王女はヴァーツラフの再婚以前に早世している。プシェミスル家には他にも、ヴァーツラフ2世の大叔母にあたる聖アネシュカ、ヴァーツラフ2世のおば (cs) 、本記事の人物の伯母にあたるヴァーツラフ2世の姉 (cs) など、アネシュカという名の王女が何人か存在する。

## 生涯
アネシュカが生まれて間もなく父が急死し、1306年には異母兄ヴァーツラフ3世もオロモウツで暗殺されたため、プシェミスル朝の王統は絶えた。アネシュカの母リクサ・エルジュビェタは、ローマ王アルブレヒト1世の長男ルドルフと再婚した。ルドルフはチェコ人貴族の一派に推されてボヘミア王に即位し、リクサ・エルジュビェタは王妃の地位を保った。しかしそれもわずかの間のことで、1307年7月にルドルフは反乱した貴族バヴォル3世・ゼ・ストラコニツが立てこもる城砦を包囲している最中に赤痢にかかって病死した。
リクサ・エルジュビェタは娘をヤヴォル公ヘンリク1世（ボルコ1世スロヴィの子）に嫁がせた。結婚式は1319年に執り行われたが、新郎新婦が遠縁の関係にあるため、婚姻には教皇の認可が必要とされた。認可は1325年に下りている。アネシュカの義兄であるボヘミア王ヨハンは、彼女の結婚には反対していた。ヘンリクがアネシュカの異母姉マルケータと結婚していた従兄のレグニツァ公ボレスワフ3世と同様、自身のボヘミア王位を脅かすライバルになるのを恐れたからである。実際、結婚後すぐに、ヘンリク1世は姑リクサ・エルジュビェタの同意のもと、彼女の寡婦領フラデツ・クラーロヴェーを占拠して、ヨハンに対する反乱軍を支援するための遠征を画策している（実現はしなかった）。
アネシュカは一度妊娠したことがあったが、第1トリメスター（3か月頃）の時期に落馬事故を起こして流産した。この事故の後、アネシュカは何ヶ月もの間床に伏せることになった。アネシュカは1337年に死去した。